# Karel Hlubuček
Karel Hlubuček (1. ledna 1905, Pardubice – 18. března 1968, Trhové Sviny) byl český konzervátor památkové péče, propagátor Doudlebska a spisovatel.

## Životopis
Narodil se v Pardubicích. Jeho otec Viktor Hlubuček pracoval jako městský úředník, matka Karolína byla dcerou pardubického ředitele, hudebního pedagoga a skladatele Jana Šrůtka. Rodiče mu zemřeli, když mu byly čtyři roky. V deseti letech začal studovat v Praze. Od čtrnácti let začal psát povídky a básně, v patnácti letech sepsal první román z exotického prostředí, který vyšel také tiskem. I přesto jeho slohové nadání a kladné recenze tehdejší kritiků si nejprve zvolil profesi dentisty namísto spisovatele. Prošel několika praxemi, až se v roce 1927 přestěhoval do Trhových Svinů, kde si s manželkou Annou Pospíšilovou nechali postavit dům poblíž dnešního autobusového nádraží s jeho vlastní ordinací.

## Dílo
Vedle zubní praxe se věnoval lidové kultuře a historii Doudlebska. Svou prací navázal na vlastivědnou činnost Jaromíra Šimona, správce místního muzea. Sbíral vzpomínky pamětníků, dokumentoval mizející řemesla a sepisoval vyprávění o zaniklých lidových obřadech. V roce 1957 se zasadil o natočení dokumentárního filmu Poslední hamry a hamerníci, který je dnes promítán při prohlídce Buškova hamru u Trhových Svin. Jeho poznatky jsou známé též pod názvem Doudlebský archiv národopisný, jehož součástí jsou také jeho vlastní olejomalby a kresby zachycující stará stavení a lokální památky. Své město propagoval i články v novinách.
Během druhé světové války se zasadil o vznik pamětní desky na rodné domě Emila Háchy, rodáka z Trhových Svin. V této době byl také vyšetřován gestapem kvůli iniciaci stavby památníku Jana Žižky v Čeřejově a literární činnosti s tématem této osobnosti.
Od roku 1951 byl jmenovaný krajským národním výborem konzervátorem státní péče o ochranu historických památek v okrese Trhové Sviny. Během období v této funkci rozmnožoval strojopisy, které poté rozesílal do škol i obcí. Dále psal básně, rozhlasové a divadelní hry, krátké literární útvary pro děti a mládež. Publikoval i osvětové příspěvky z oboru zdravotnictví.

### Výběr děl
- Co je láska, (1923)
- Džaffera, (1922)
- Existence a jiné novely, (1929)
- Srdce doudlebska, (1941)
- Svět památek, (1955)
- Ruce Doudlebska: Historické studie Karla Hlubučka, (2019, 1. vydání)

## Závěr života
Přestože Karel Hlubuček nijak nevystupoval proti komunistickému režimu, byl v roce 1958 zatčen Sborem národní bezpečnosti ve své vile za patrně nastrčené zubní zlato. Musel nastoupit čtyřletý trest odnětí svobody společně se svou manželkou coby spolupachatelkou. Umírá 16. března 1968, šest měsíců po smrti své manželky.